# Xã Japton, Quận Madison, Arkansas
Xã Japton (tiếng Anh: Japton Township) là một xã thuộc quận Madison, tiểu bang Arkansas, Hoa Kỳ. Năm 2010, dân số của xã này là 441 người.